# 半単純加群
数学、とくに加群論という抽象代数学の分野において、半単純加群（はんたんじゅんかぐん、英: semisimple module）または完全可約加群（かんぜんかやくかぐん、英: completely reducible module）はその既約部分加群から容易に理解できるようなタイプの加群である。自分自身の上で半単純加群であるような環はアルティン的半単純環として知られている。有限群の標数0の体上の群環のようないくつかの重要な環は半単純環である。アルティン環ははじめはその最大の半単純商を通じて理解される。アルティン的半単純環の構造はアルティン・ウェダーバーンの定理によってよく理解される。これはこれらの環を行列環の有限個の直積として表示するものである。

## 定義
単位元をもつ環（可換でなくてもよい）上の加群は、単純（既約）部分加群の直和であるときに、半単純 (semisimple) あるいは完全可約 (completely reducible) という。
加群 M に対して、以下は同値。
1. M は既約加群の直和である。
2. M はその既約部分加群の直和である。
3. M のすべての部分加群は直和成分（英語版）である。すなわち、M のすべての部分加群 N に対して、補部分加群 P が存在して、M = N ⊕ P.

{\displaystyle 3\Rightarrow 2} のための最初のアイデアは次のようにして既約部分加群を見つけることだ。任意の {\displaystyle x\in M} を選んで {\displaystyle P} を {\displaystyle x\notin P} であるような極大部分加群とする。{\displaystyle P} の補部分加群は既約であることを証明できる。
半単純加群の最も基本的な例は体上の加群、すなわちベクトル空間である。一方、整数環 Z は自身の上の半単純加群ではない。（理由は、例えば、アルティン環でないから。）
半単純（完全可約）であることは完全直可約（直既約部分加群の直和となること）よりも強い。
A を体 k 上の代数とする。このとき A 上の左加群 M が絶対半単純 (absolutely semisimple) であるとは、k の任意の体拡大 F に対して、{\displaystyle F\otimes _{k}M} が {\displaystyle F\otimes _{k}A} 上の半単純加群であることをいう。

## 性質
- M が半単純で N が部分加群であれば、N と M/N も半単純である。
- 各 {\displaystyle M_{i}} が半単純加群であれば、{\displaystyle \bigoplus _{i}M_{i}} もそうである。
- 加群 M が有限生成かつ半単純であることとアルティン的かつその根基が 0 であることは同値である。

## 自己準同型環
- 環 R 上の半単純加群 M はまた R から M のアーベル群自己準同型環の中への環準同型として考えることもできる。この準同型の像は半原始環であり、すべての半原始環はそのような像に同型である。
- 半単純加群の自己準同型環は半原始であるだけでなく、フォンノイマン正則でもある[2]。

## 半単純環
環が（左）半単純であるとは、それがそれ自身の上の左加群として半単純であることをいう。驚くべきことに、左半単純環は右半単純でもあり、逆も同様である。左右の区別はしたがって不要であり、半単純環についてあいまいさなく話すことができる。
半単純環はホモロジー代数の言葉で特徴づけることができる。すなわち、環 R が半単純であることと左（または右）R-加群の任意の短完全列が分裂することは同値である。とくに、半単純環上の任意の加群は移入加群かつ射影加群である。射影加群は平坦加群なので、半単純環はフォン・ノイマン正則環である。
半単純環は代数学者にとってかなり興味深い。例えば、環 R が半単純であれば、すべての R-加群は自動的に半単純である。さらに、すべての単純（左）R-加群は R の極小左イデアルに同型である。すなわち、R は左Kasch環である。
半単純環はアルティン環かつネーター環である。上記の性質から、環が半単純であることとアルティン環でありジャコブソン根基が 0 であることは同値である。
アルティン的半単純環が体を含めば、半単純多元環と呼ばれる。

### 例
- 可換半単純環は体の有限個の直積である。可換環が半単純であることとアルティン環かつ被約であることは同値である[3]。
- k が体で G が位数 n の有限群であれば、群環 {\displaystyle k[G]} が半単純であることと k の標数 が n を割らないことは同値である。これはマシュケの定理であり、群の表現論において重要な結果である。
- アルティン-ウェダーバーンの定理によって、単位的アルティン環 R が半単純であることと {\displaystyle M_{n}(D_{1})\times M_{n}(D_{2})\times \dots \times M_{n}(D_{r})}（に同型）であることは同値である。ただし各 {\displaystyle D_{i}} は可除環であり {\displaystyle M_{n}(D)} は D に成分をもつ n 次全行列環。
- 半単純非単位的環の例は {\displaystyle M_{\infty }(K)}、体 k 上の行と列が有限な無限次行列である。

### 単純環
その用語にもかかわらず、単純環は半単純環であるとは限らないことに注意すべきである。問題は環が大きすぎるかもしれないことだ。つまり、（左／右）アルティンでないかもしれない。実は、R が単純環であって極小左／右イデアルをもてば、R は半単純である。
単純だが半単純でない環の古典的な例はワイル代数である。例えば Q⟨x, y⟩/(xy − yx − 1) は単純非可換整域である。これらやたくさんの他の素敵な例はもっと詳細にいくつかの非可換環論のテキストで議論されている。例えば Lam の本の chapter 3 では非アルティン単純環として書かれている。ワイル代数の加群論は半単純環のそれよりもよく研究されていてかなり異なる。

### ジャコブソン半単純
環は極大左イデアルの共通部分が 0 であるときに、すなわちジャコブソン根基が 0 であるときに、ジャコブソン半単純（あるいは J-半単純あるいは半原始）と呼ばれる。自身の上の加群として半単純であるすべての環のジャコブソン根基は 0 であるが、ジャコブソン根基が 0 であるすべての環が自身の上の加群として半単純であるわけではない。J-半単純環が半単純であることとアルティン環であることは同値であり、したがって半単純環は混乱を避けるためにしばしばアルティン的半単純環 (artinian semisimple ring) と呼ばれる。
例えば整数環 Z は J-半単純だがアルティン半単純ではない。